# Brett Butler
Pour les articles homonymes, voir Butler.
Brett Butler est une actrice, scénariste et productrice américaine née le 30 janvier 1958 à Montgomery, en Alabama (États-Unis). Elle tient le rôle principal dans la sitcom Une maman formidable.

## Biographie
Brett Anderson Butler est née le 30 janvier 1958 à Montgomery en Alabama aux Etats-Unis. Elle est élevée aux côtés de quatre petites sœurs. Elle a commencé sa carrière en tant que comédienne de stand-up. Mais avant de se lancer dans la comédie, elle a travaillé comme serveuse de cocktails.

### Carrière
L'une des premières apparitions remarquables de Butler concernait Dolly, la série de variétés de 1987 de Dolly Parton. Parton a engagé Butler en tant que scénariste pour le reste de la saison, mais la série a ensuite été annulée après une saison d'audiences médiocres.
Elle a été la vedette de l'émission de télévision ABC Grace Under Fire de 1993 à 1998. Durant cette période, elle a lutté contre une toxicomanie récurrente et a passé du temps en cure de désintoxication. Son personnage, Grace Kelly, était divorcé d'un mari violent et alcoolique et possédait une formation ouvrière. À la différence de Butler, Grace Kelly avait trois enfants, mais elle était encore convaincante et jouait le rôle d’une mère nourrissante mais drôle. Le spectacle est devenu populaire auprès des téléspectateurs rapidement ; ils étaient attirés par son humour et ses personnages authentiques et crédibles. En 1998, elle est renvoyée de la série en raison de ses problèmes de toxicomanie. ABC a ensuite annulé la série.
Butler a publié ses mémoires, intitulés Knee Deep in Paradise, en 1996. Le livre a débuté avant d’atteindre son statut de célébrité et aborde  une grande partie de cette période. Le livre se termine avant les débuts de la télévision de Grace Under Fire.
Après l'annulation de la série, Butler a quitté Los Angeles pour une ferme en Géorgie où elle vivait avec 15 animaux de compagnie. En 2008, Butler a participé à une collecte de fonds artistique et a discuté librement avec un journaliste de sa dépression, de sa toxicomanie passée, de son travail télévisé et de sa vie à la ferme. Elle a également exprimé son intérêt pour l'écriture d'un autre livre. En 2011, elle est apparue dans l'émission The Rosie Show. Brett a mis les choses au clair en déclarant qu'elle est restée sobre depuis 1998.
En octobre 2011, Butler est apparue dans The Rosie Show et a déclaré être sobre depuis 1998  Un article publié en 2011 par le Hollywood Reporter a déclaré que lorsque l'argent était épuisé, elle s'est tournée vers un refuge pour sans-abri à des fins de couverture. À ce moment-là, Butler tentait de faire un retour en carrière et travaillait au développement d'une émission de télé-réalité sur ses capacités psychiques autoproclamées et ses performances au Downtown Comedy Club de Los Angeles.
À partir de juin 2012, Butler est apparue dans un rôle récurrent sur le feuilleton CBS The Young and the Restless en train de jouer la petite amie de l'ex-psychiatre Tim Reid. Elle a également eu un rôle récurrent en tant que barman au restaurant que Charlie Goodson fréquente dans le show FX Anger Management avec Charlie Sheen.
Sa carrière d'actrice n'a pas été la même depuis qu'elle est partie en Géorgie, mais elle a fait du stand up comedy pour gagner de l'argent afin de subvenir à ses besoins.

### Vie personnelle
Brett Butler s'est mariée en 1978 avec Charles Michael Wilson, mais le mariage se solde par un divorce en 1981. Elle s'est ensuite mariée avec Ken Zieger en 1987, mais celui-ci se termine également par un divorce en 1999. Elle n'est actuellement pas mariée.

## Filmographie

### comme actrice
- 1993 : Une maman formidable (Grace Under Fire) (série télévisée) (+ scénariste et productrice)
- 1989 : Short Attention Span Theater (série télévisée) : Guest Host (1990)
- 2000 : Bruno : sœur Della Rosa
- 2000 : Offensive pour un flic (Militia) (TV) : Bobbi
- 2005 : Firedog : Norma Jean (voix)
- 2005 : Mrs. Harris : Tarnower Ex #1
- 2005 : Bats, l'invasion des chauves-souris (Vampire Bats) (TV) : Shelly Beaudraux
- 2005 : Earl (My name is Earl) - Saison 1, épisode 10 : la mère de Joy
- 2006 Moochers
- 2014 Beach Cougar Gigolo
- 2014 Anchor Baby
- 2016 The Comedian
- 2018 Friday’s Child
- 2018 - 2019 : The Walking Dead (série télévisée) : Tammy Rose (6 épisodes)
- 2019 : The Morning Show (série télévisée) : Sandy Jackson (3 épisodes)